# اسمایر (تگزاس)
اسمایر، تگزاس(به انگلیسی: Smyer, Texas) شهری در ایالت تگزاس از ایالات جنوبی ایالات متحده آمریکا است. در سرشماری سال ۲۰۰۰، جمعیت این شهر ۴۸۰ نفر اعلام شد.

## نگارخانه

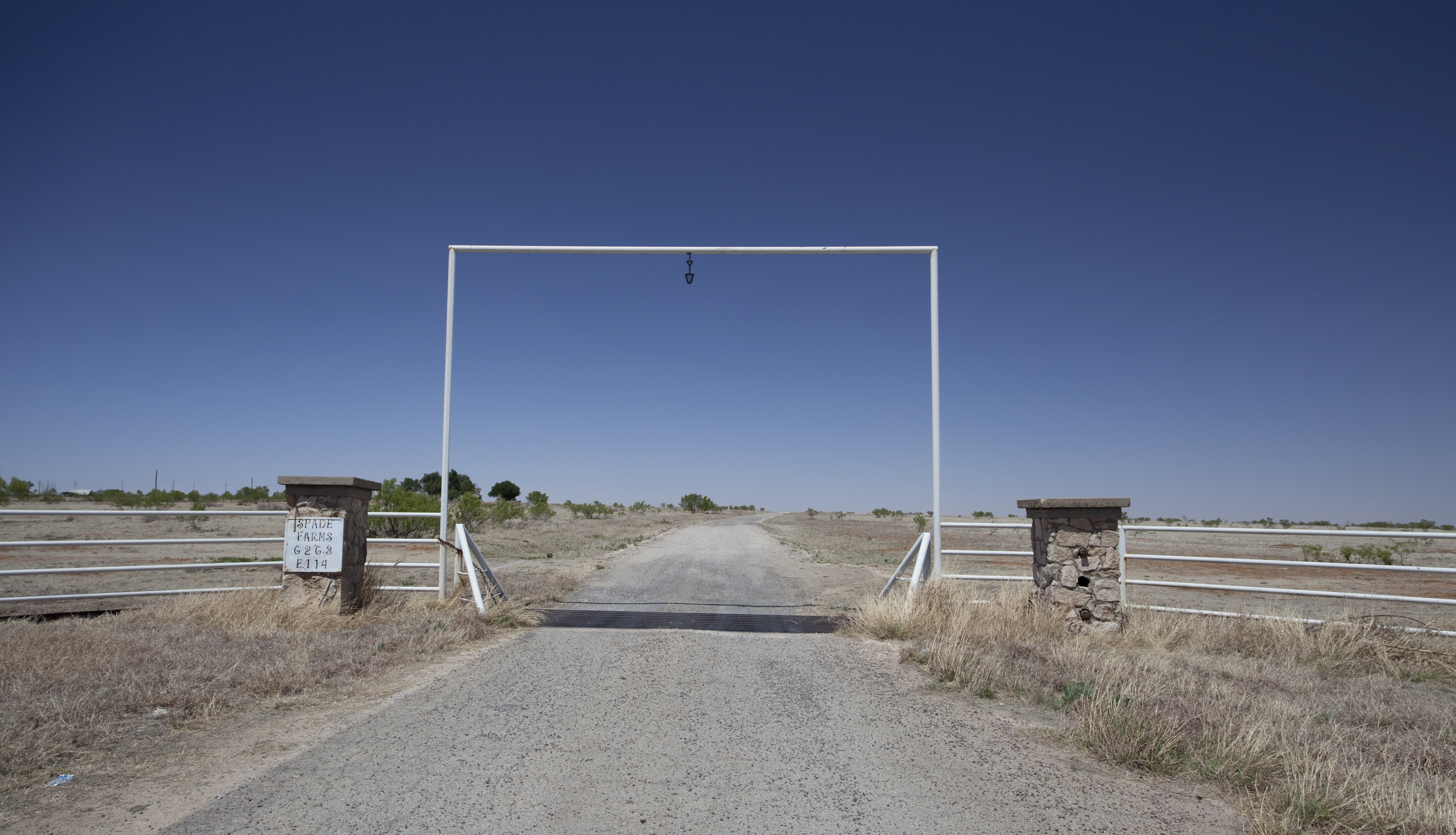